# Копитняк європейський
Копитняк європейський, копитняк звичайний (Asarum europaeum L.; народні назви — волосняк, підгорішник, підкопитник тощо) — рослина родини хвилівникових — Aristolochiaceae. Назва рослини — «копитник», напевно, походить від схожості листків із формою кінського копита.

## Опис

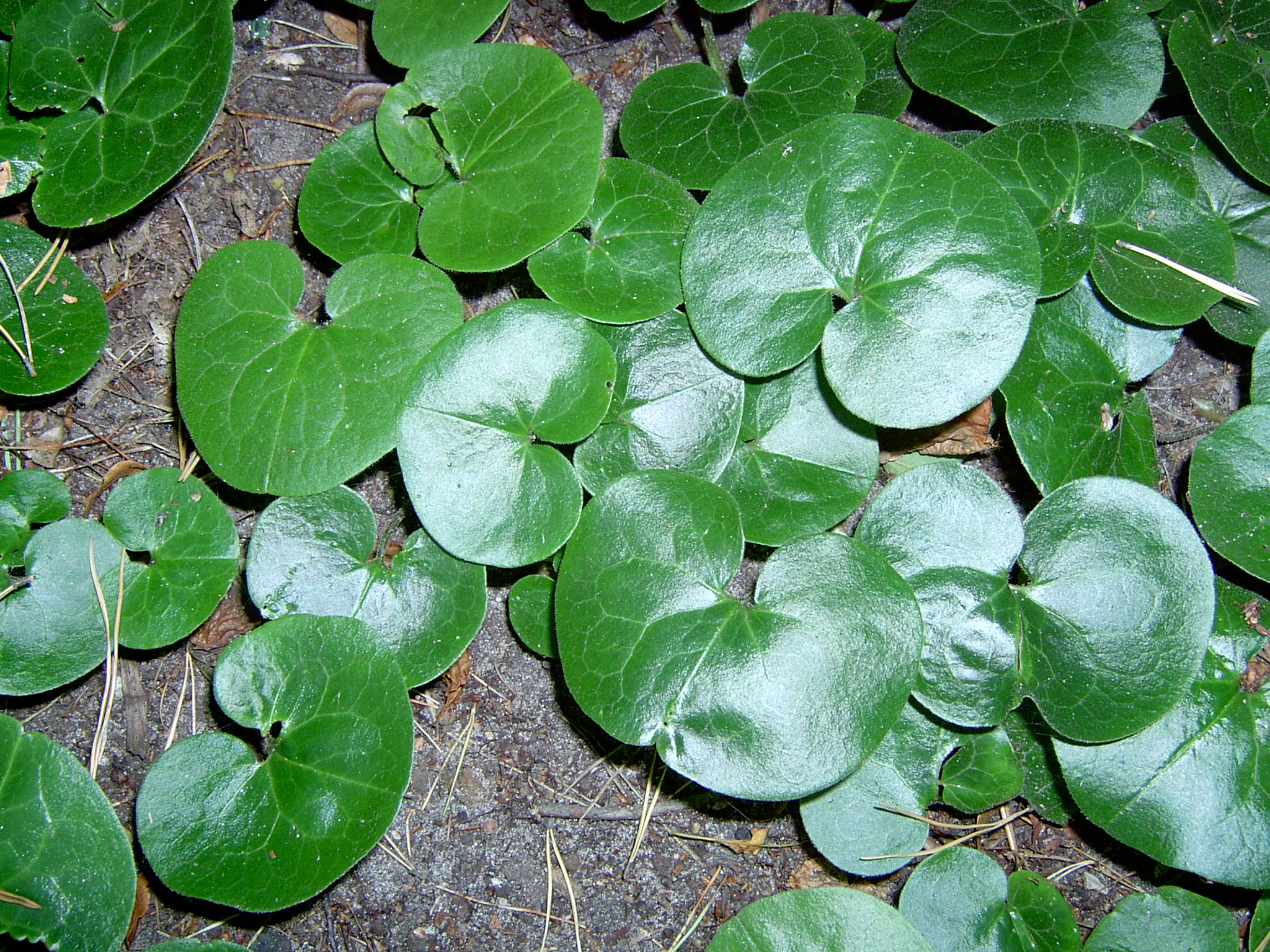
Копитняк європейський у природному середовищі

Багаторічна трав'яниста рослина (5-10 см заввишки) з повзучим, розгалуженим кореневищем з трьома лускоподібними низовими листками. Стебло коротке, лежаче, звичайно з двома, рідше з трьома прикореневими довгочерешковими листками. Листки ниркоподібні, трохи шкірясті, зверху блискучі, короткоопушені, цілокраї. Пластинка листка темно-зелена, зісподу світліша, взимку забарвлення листків не змінюється. Квітки поодинокі, розташовані між листками біля поверхні ґрунту на коротких пониклих квітконіжках. Квітки правильні, з простою зрослою віночкоподібною оцвітиною. Віночок трипелюстковий, дзвоникуватий, зовні буруватий, всередині темно-червоно-бурий. Частки його яйцеподібні, на верхівці загнуті всередину квітки. Тичинок 12, маточка одна з напівнижньою зав'яззю. Плід — шестигнізда коробочка. Насіння з м'ясистими придатками поширюють мурашки, саме тому квітки розташовані так близько до землі.

## Життєвий цикл
Цвіте у березні — травні.

## Поширення та середовище існування
Росте копитняк у листяних, рідше в мішаних лісах. Рослина тіньолюбна. Копитняк європейський росте майже по всій Європі, крім Скандинавії та Великої Британії. Поширений майже по всій Україні, крім Криму. Заготівля можлива в лісах Київської, Вінницької, Черкаської, Сумської, Полтавської, Харківської, Донецької, Хмельницької, Тернопільської, Львівської, Івано-Франківської, Чернівецької, Закарпатської областей. Запаси сировини — значні.

## Практичне використання
Лікарська, ефіроолійна, отруйна, декоративна рослина.
При розтиранні вся рослина має запах перцю. У науковій медицині використовують кореневища з коренями і листками копитняка — Rhisoma et Folia Asari. Їх використовують як серцевий засіб, настій свіжих листків входить до складу препарату акофіт, яким лікують радикуліт та інші невралгічні захворювання.
У листках копитняка містяться глікозиди, алкалоїд азарин, ефірна олія, евгенол і метил-евгенол, дубильні речовини, органічні кислоти, невелика кількість смол.
Глікозиди листків посилюють серцеві скорочення, збуджуючи серцеву діяльність, підвищують тонус вен і кров'яний тиск, діючи подібно до адреналіну.
У народній медицині листки й кореневища копитняка застосовують як блювотний, протизапальний, сечогінній, глистогінний, протиалкогольний засіб.
Корені копитняка застосовують для регулювання менструацій, поліпшення травлення (при диспепсії), при гастритах, ентеритах, хворобах печінки та при жовтяниці. Рекомендують його також як заспокійливий засіб при істерії та відхаркувальний при бронхітах.
Усю рослину використовують при хворобах серця, туберкульозі легень, нервовому збудженні, мігренях, золотусі, отруєннях грибами, набряках і як допоміжний засіб при пологах.
Зовнішньо свіжі листки прикладають при головних болях, до гнійних ран, корінь застосовують як нюхальний засіб при нежиті, глухоті, паралічі язика.
У гомеопатії копитняк використовують проти алкоголізму та при істерії.
У ветеринарній практиці водний настій кореня вживають проти застарілих лишаїв, корости і злоякісних виразок у коней, а також як блювотний, проносний протиглисний та потогінний засіб.
Ефірна олія, в якій міститься евгенол, використовується в зуболікувальній практиці, а також у парфумерії.
Отруйні всі органи рослини, особливо кореневище й корені, в яких містяться отруйні речовини азарон, діазарон та інші. Особливо токсичний копитняк для коней. У природі тварини не поїдають копитняк, отруєння бувають випадковими.
Копитняк можна розводити в садах і парках як декоративну рослину, особливо в затінених місцях, де не можуть зростати інші рослини.

## Збирання, переробка та зберігання
Заготовляють листки навесні та на початку літа, зриваючи їх з черешками або зрізуючи ножами чи серпами і складають у кошики. Сировину переробляють у день збирання.
Кореневища викопують восени, промивають у холодній воді і сушать у затінку або в сушарках при температурі 50° С. Зберігають у коробках у сухому, прохолодному місці.